# 高奉县
高奉县，中国旧县名。
湘鄂赣苏区设。1935年由江西省高安、奉新两县析置，以两县首字为名。1936年撤销，仍划归各县。 